# Проституција у Уругвају
Проституција у Уругвају, као облик пружање сексуалних услуга за новац или другу материјалну надокнаду, озакоњена је 2002. године доношењем Закона о полном (сексуалном) раду. И пре озакоњења овог најстаријег заната на свету, он у Уругвају није био противзаконит нити забрањиван, али се проститутке нису смеле јавно оглашавати нити изнуђивати услугу од клијената.
Значајан удео у броју проститутки Уругваја чине досељенице из Доминиканске републике и њихови потомци, којима је то главна „привредна грана” у Уругвају.
Упркос овом закону, и строгим казненим мерама у Уругвају и даље, многи сексуални радници раде на улици или самостално, најчешже и без здравственог надзора.

## Основна начела
Према овом закону прописано је да се:
- Проституција може спроводити само у јавним кућама односно борделима или у уругвајско-шпанским салонима за масажу.
- За рад у борделу као проститутке могу ангажовати само мушкарци и жене који су старије од 18 година.
- Бордел (јавна кућа) који нема дозволу за рад или уколико у њему дође до нарушавања јавног реда и мира, од стране полиције може новчано бити кажњен или му може забранити рад на одређено време.
- Јавне куће или бордели не смеју отварати у близини школа, болница, позоришта и других културних установа, већ само на издвојеним местима.
- Бордели не смеју градити у породичним насељима.
- Као и сваки други радници у Уругвају и сексуални радници морају ставити под заштиту закона о социјалној заштити.

## Пореске обавезе и безбедносне мере
Такође по овом закону бордели или јавне куће:
- Морају бити у систему опорезивања (фискализације), и дужни су корисницима услуга да издају рачуне за пружене услуге.
- Морају плаћати порез на промет и додату вредност.
- Морају запошљавати и лекаре који су обавезни прегледати кориснике након пружених сексуалних услуга, и да ако је дошло до заразе, о трошку бордела превезу оболелог до најближ здравствене установе или клинике.
- Морају да све раднике у јавним кућама да уведу у посебан записник (регистар), како би се спречили незаконски начини изнуде или у цињу изрицања казне за неправилан рад. Сви подаци из регистра су поверљиве природе.

## Казнене мере
Насиље у борделима и над пружаоцима полних услуга кажњава по закону Уругваја кажњава се на два начина: високим новчаним и затворским казнама, и привременим затварањем бордела.